# بلدية نوفو إيراو
بلدية نوفو إيراو هي بلدية في البرازيل، تتبع الأمازون، بلغ عدد سكانها 9٬651  نسمة، في 2000، تبلغ مساحتها 37٬771٫378 كيلومتر مربع.

## الموقع
تشترك في الحدود مع:
- Presidente Figueiredo [الإنجليزية]‏
- Caapiranga [الإنجليزية]‏.